# غیرمعمول (آلبوم)
غیرمعمول (انگلیسی: Off the Wall) پنجمین آلبوم استودیویی تک‌خوان خوانندهٔ آمریکایی مایکل جکسون است که در ۱۰ اوت ۱۹۷۹ توسط اپیک رکوردز منتشر شد. این نخستین آلبوم جکسون بود که از طریق اپیک رکوردز، ناشری که تا زمان مرگش در ۲۰۰۹ با آن ضبط می‌کرد، منتشر شد و نخستین تهیه‌کنندگی کوئینسی جونز است که هنگام کار در فیلم جادوگر (۱۹۷۸) با او آشنا شده بود. به گفتهٔ چندین منتقد، غیرمعمول از بالادهای دیسکو، پاپ، فانک، آراندبی، سافت راک و برادوی شکل گرفته‌است. اشعار آلبوم شامل مضامین فرار از واقعیات، روشنگری، تنهایی، هدونیسم و رمانس می‌شوند. این آلبوم شامل ترانه‌سرایی‌هایی با همکاری استیوی واندر، پل مک‌کارتنی، راد تمپرتون، تام بالر و دیوید فاستر است که در کنارش سه قطعه توسط خود جکسون نوشته شده‌است.
بین سال‌های ۱۹۷۲ و ۱۹۷۵، جکسون در مجموع چهار آلبوم استودیویی تک‌خوان با موتاون به‌عنوان بخشی از امتیازات جکسون فایو منتشر کرد: باید آنجا باشم (۱۹۷۲)، بن (۱۹۷۲)، موسیقی و من (۱۹۷۳) و مایکل، برای همیشه (۱۹۷۵). جکسون پیش از ضبط آلبوم بعدی خود که به غیرمعمول منتهی می‌شد، خواستار ایجاد اثری بود که مانند آثار جکسونز به نظر نرسد، بلکه آفرینش‌گری خلاقیت و فردگرایی را به نمایش بگذارد.
غیرمعمول به شمارهٔ سوم جدول ال‌پی‌ها و نوارهای ضبط برتر بیلبورد و شمارهٔ یک جدول آلبوم‌های برتر سیاه‌پوست رسید. این آلبوم ۱۶ هفته در شمارهٔ یک جدول آلبوم‌های برتر سیاه‌پوست ماند و با موفقیت هنری چشمگیری مواجه شد. پنج تک‌آهنگ از آلبوم منتشر شد. جکسون خودش سه ترانه از آلبوم را نوشت — از جملهٔ تک‌آهنگ شمارهٔ یک بیلبورد هات ۱۰۰ یعنی «تا به اندازه کافی گیرت نیومده بس نکن» که از زمان «بن» اولین تک‌آهنگ شماره یک جکسون پس از هفت سال بود. دومین تک‌آهنگ آلبوم، «رقص با تو» نیز در بالاترین جایگاه جدول قرار گرفت. با رسیدن قطعه هم‌عنوان و «او در زندگی‌ام نیست» به ده‌تای برتر جدول، جکسون نخستین هنرمند تک‌خوانی شد که چهار تک‌آهنگ از آلبومش در ده‌تای برتر بیلبورد هات ۱۰۰ قرار گرفتند.
با نگاهی به گذشته، غیرمعمول به‌عنوان نقطهٔ عطفی از دوران دیسکو و یکی از بزرگترین آلبوم‌های تاریخ از سوی نویسندگان مورد استقبال قرار گرفته‌است. برتری میان غیرمعمول و تریلر اغلب مورد بحث منتقدان بوده‌است. بیش از ۲۰ میلیون نسخه از این اثر در سراسر جهان فروخته شده و این یکی از پرفروش‌ترین آلبوم‌های تاریخ است. در ۲ فوریه ۲۰۲۱، نهمین گواهی‌نامه پلاتین توسط انجمن صنعت ضبط موسیقی ایالات متحده آمریکا (آرآی‌ای‌ای) به این آلبوم اعطاء شد. در جوایز گرمی ۱۹۸۰، این آلبوم نامزد دریافت دو جایزه گرمی شد و جکسون برای «تا به اندازه کافی گیرت نیومده بس نکن» برندهٔ جایزه بهترین اجرای آوازی آراندبی شد. در سال ۲۰۰۸، غیرمعمول وارد تالار مشاهیر گرمی شد.

## فهرست قطعه‌ها
| طرف نخست | طرف نخست                               | طرف نخست           | طرف نخست                 | طرف نخست |
| شماره    | نام                                    | نویسنده(ها)        | تهیه‌کننده(ها)            | مدت      |
| -------- | -------------------------------------- | ------------------ | ------------------------ | -------- |
| ۱.       | «تا به اندازه کافی گیرت نیومده بس نکن» | مایکل جکسون        | کوئینسی جونز جکسون (co.) | ۶:۰۲     |
| ۲.       | «رقص با تو»                            | راد تمپرتون        | جونز                     | ۳:۳۸     |
| ۳.       | «روز و شب کار کنم»                     | جکسون              | جونز جکسون (co.)         | ۵:۱۰     |
| ۴.       | «وارد صحنه شو»                         | جکسون لوئیز جانسون | جونز جکسون (co.)         | ۴:۴۲     |

| طرف دوم | طرف دوم                    | طرف دوم                    | طرف دوم       | طرف دوم |
| شماره   | نام                        | نویسنده(ها)                | تهیه‌کننده(ها) | مدت     |
| ------- | -------------------------- | -------------------------- | ------------- | ------- |
| ۵.      | «غیرمعمول»                 | تمپرتون                    | جونز          | ۴:۱۱    |
| ۶.      | «دوست‌دختر»                 | پل مک‌کارتنی                | جونز          | ۳:۰۸    |
| ۷.      | «او در زندگی‌ام نیست»       | تام بالر                   | جونز          | ۳:۴۱    |
| ۸.      | «نمی‌توانم کمک کنم»         | استیوی واندر سوسای گرینی   | جونز          | ۴:۲۸    |
| ۹.      | «این عاشق شدن است»         | کارول بیر سیجر دیوید فاستر | جونز          | ۳:۵۲    |
| ۱۰.     | «این دیسکو را از پا درآور» | تمپرتون                    | جونز          | ۳:۳۹    |

## دست‌اندرکاران
- سینتی سایزر و برنامه‌ریزی توسط مایکل بودیکر
- سینتی سایزر و برنامه‌ریزی توسط جورج دوک
- سینتی سایزر و برنامه‌ریزی توسط دیوید فاستر
- سینتی سایزر و برنامه‌ریزی توسط گرگ فیلین جانس
- سینتی سایزر و برنامه‌ریزی توسط استیو پورکارو
- گیتار توسط لری کارلتون، مارلو هندرسون، فیل آپچورچ دیوید ویلیامز
- ترومپت توسط‌گری گرانت جری هی
- ساکسیفون، فلوت و ترومپت توسط کیم هاتچ کروفت
- صداهای اصلی و زمینه و تهیه‌کننده مایکل جکسون
- گیتار باس توسط لویی جانسون و بابی واتسون
- تولیدکننده کوینسی جونز
- درام توسط جان رابینسون
- مهندسی ضبط توسط بروس سودن
- تنظیم نهایی توسط بن رایت و جانی ماندل